# Pölönsaari
Pölönsaari är en ö i Finland. Den ligger i sjön Tammijärvi och i kommunen Pyttis i den ekonomiska regionen  Kotka-Fredrikshamn  och landskapet Kymmenedalen, i den södra delen av landet, 100 km nordost om huvudstaden Helsingfors. Öns area är 4,4 hektar och dess största längd är 430 meter i nord-sydlig riktning.